# قدر تابش‌سنجی
قدر تابش‌سنجی یا قدر بولومتری (به انگلیسی: Bolometric magnitude) اندازه‌ای از تابش یک ستاره در تمام طول موجها است که براساس همان قدر ستارها بیان میشود.